# Ramel
Pour les articles homonymes, voir Ramel (homonymie).
Le Ramel est une rivière du département de la Haute-Loire en région Auvergne-Rhône-Alpes et un affluent droit de la Loire.

## Géographie

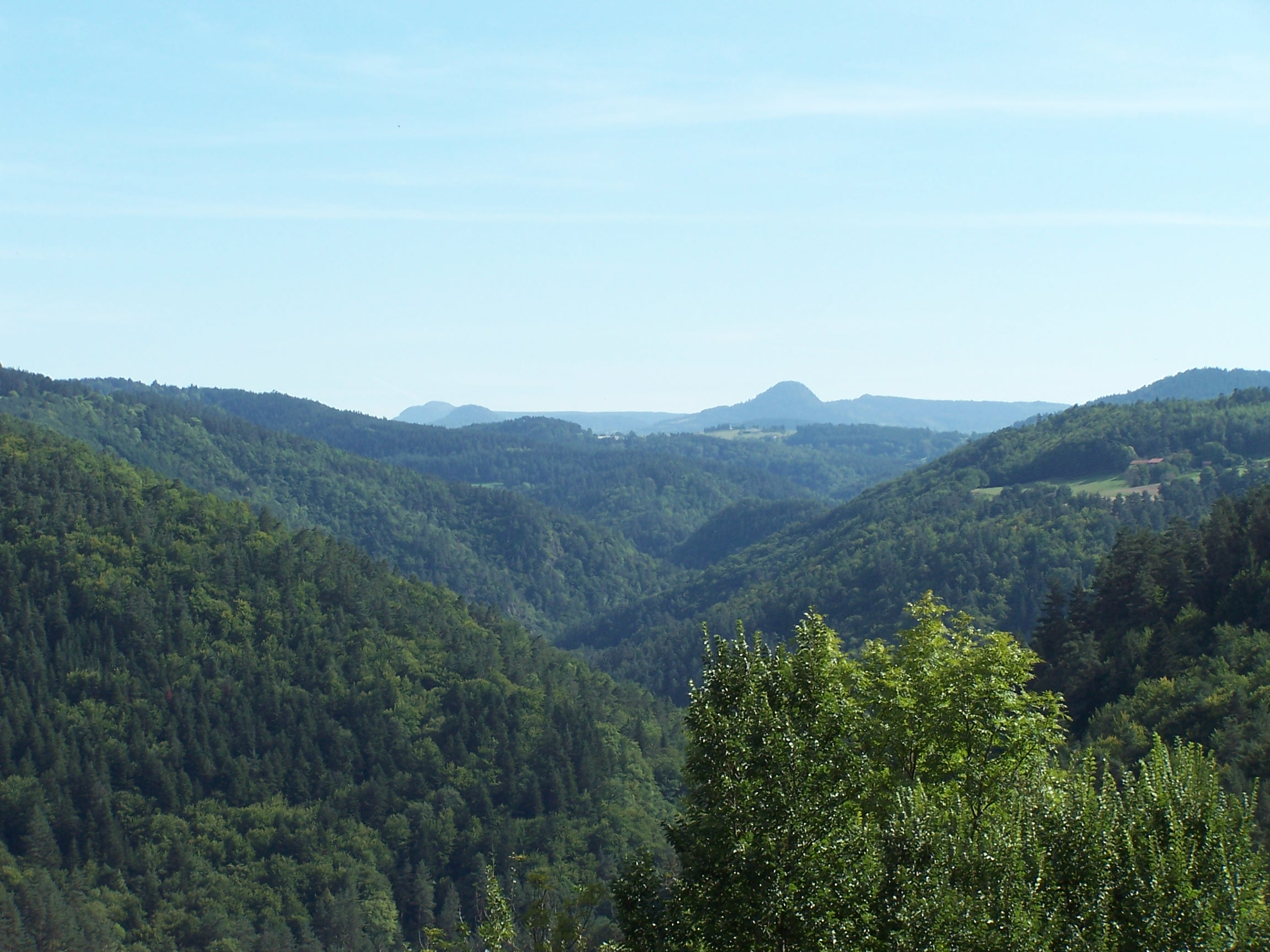
Les gorges du Ramel (en fond les sucs d'Yssingeaux), au niveau du Fraisse-Haut sur la commune de Beauzac.

De 24,8 km de longueur, le Ramel prend sa source à 1 098 m d'altitude, au nord de Queyrières, pittoresque village sur les contreforts ouest du massif du Meygal.
Il arrose Le Pertuis et Bessamorel. À partir de là, sur la RD 42 Beaux-Yssingeaux, la vallée devient magnifique : gigantesques effondrements tombant sur des gouffres résonnant d'eaux vives, rocs étranges, baignés de lumière, pentes boisées qui descendent sur des profondeurs mystérieuses appelées gours où abonde la truite. Le saut du Chien est une gigantesque coupure dans les rochers, par laquelle s'enfuient les eaux tumultueuses du Ramel qui s'en vont rejoindre la Loire, à 480 m d'altitude.

### Communes et cantons traversés
Dans le seul département de la Haute-Loire, le Ramel traverse les sept communes suivantes, de l'amont vers l'aval, de Queyrières (source), Le Pertuis, Yssingeaux, Bessamorel, Beaux, Saint-Maurice-de-Lignon (confluence), Beauzac.
Soit en termes de cantons, le Ramel prend source sur le canton de Saint-Julien-Chapteuil, traverse le canton d'Yssingeaux, conflue le canton de Monistrol-sur-Loire dans les deux arrondissement du Puy-en-Velay et arrondissement d'Yssingeaux.

## Affluents
le Ramel a neuf tronçons affluents référencés dont :
- le Riou Mouri (rd), 2,1 km, sur la seule commune d'Yssingeaux.
- le Truisson (rg), 6,2 km, sur les trois communes du Pertuis (source), Yssingeaux (confluence) et Bessamorel avec un affluent
- le Merdant (rd), 4,8 km, sur les trois communes de Saint-Julien-du-Pinet (source), Yssingeaux, Beaux (confluence).
- le Crisselle (rg), 9 km, sur la seule commune d'Yssingeaux.
- le riou de Jeanne (rg), 3,2 km, sur la seule commune de Beaux avec un affluent

Le rang de Strahler est donc de deux.

## Hydrologie
L'allure générale de ce gros ruisseau est classique pour la Haute-Loire : la pente est marquée à proximité des sources puis diminue progressivement jusqu'à la Loire. Le Ramel coule dans une vallée encaissée, boisée et creusée dans les granites. Son régime torrentiel se caractérise par des étiages sévères et des crues marquées.

## Pêche
« Le peuplement piscicole est dominé par la truite accompagnée par les espèces habituelles de ce type de petits cours d'eau de première catégorie (vairon, loche). La pêche y est intéressante essentiellement au toc et à l'ultra-léger surtout sur le parcours aval des gorges mais attention la prospection y est souvent scabreuse ! »

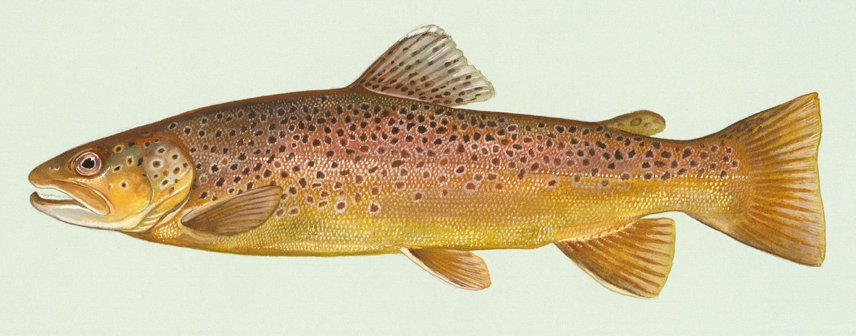
La truite.
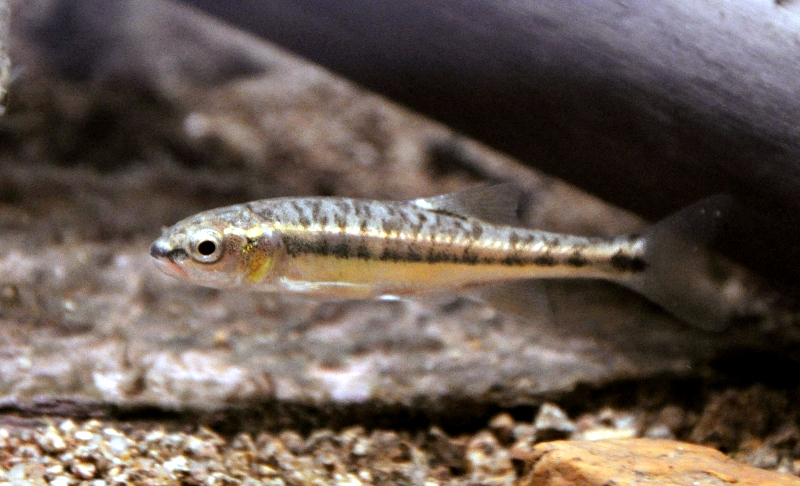
Le vairon.
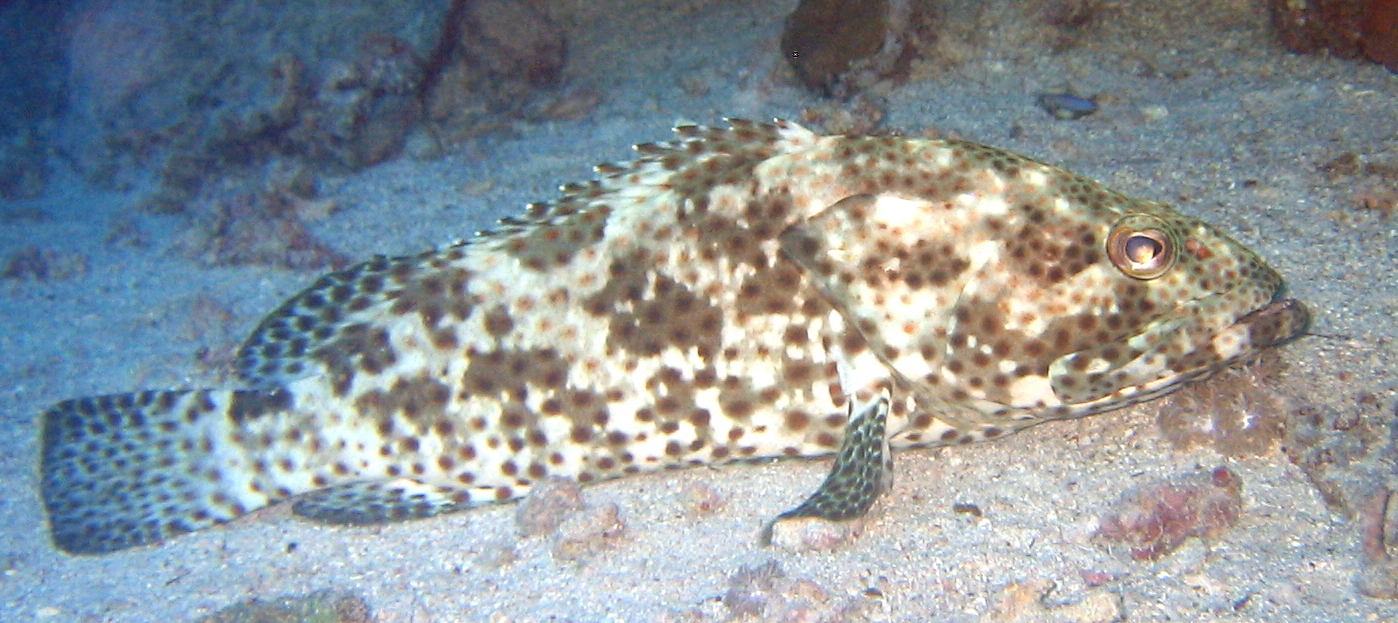
La loche.

## Étymologie
Dénommé Rivus de Ram en 1504, Aqua de Ramel en 1528, ruisseau de Rang en 1605[réf. nécessaire].